# Пегилированный интерферон альфа-2а
Пегилированный интерферон альфа-2a 40 кДа (англ. Pegylated interferon alfa-2a 40 kDa) — иммуномодулятор, обладающий противовирусным эффектом, относится к противовирусным препаратам. Данный интерферон схож с интерфероном альфа-2a, но является его пегилированной версией, что означает присоединение к нему полиэтиленгликоля (пегилирование). Пегилирование увеличивает время выведения интерферона из организма в сравнении с его оригинальной формулой, увеличивая тем самым время его действия, что позволяет реже вводить данный препарат. Сам по себе препарат снижает количество вирусов гепатита B и C в организме, однако может и не привести к излечению, равно как может и не предотвратить развитие осложнений.
Наиболее частыми побочными эффектами являются потеря аппетита, головная боль, боли в мышцах и суставах, усталость, возникновение гриппоподобного заболевания, бессонница, раздражительность, расстройства кишечника, сыпь, зуд, выпадение волос, а также реакция в месте укола на инъекцию. Анализ наблюдения за больными после лечения показал, что пегилированный интерферон альфа-2b гораздо реже приводит к интерстициальным пневмониям, чем пегилированный интерферон альфа-2a.
Пегилированный интерферон альфа-2a под названием Pegasys был разработан компанией Hoffmann–La Roche для лечения гепатитов B и C. Впервые был разрешён к применению в Швейцарии в 2001 году

## Применение
Пегилированный интерферон альфа 2а используется в РФ для лечения хронического гепатита C
и недавно[когда?] был одобрен (в Европейском союзе, США, Китае и во многих других странах) для лечения хронического гепатита B.
В дополнительном списке Перечня основных лекарственных средств ВОЗ, необходимых в основной системе здравоохранения, пегилированный интерферон альфа 2а присутствует как используемый при лечении гепатита C в комбинации с рибавирином (ранее было указано 2a или 2b).

### Гепатит C
Генетический полиморфизм в гене IL28B, кодирующем интерферон лямбда 3, приводило к большим различиям в эффекте лечения гепатита C генотипа 1 рибавирином в комбинации с пегилированным интерфероном альфа-2a или альфа-2b. Пациенты с генотипом 1 гепатита C, имеющие обычные аллели гена IL28B, имеют большую возможность для достижения более длительных результатов лечения чем другие. Более поздние публикации продемонстрировали такие же аллели, которые связаны с клиренсом генотипа 1 вируса гепатита C.

## Документы
- Смачков, П. В. Инструкция по медицинскому применению лекарственного препарата Пегинферон : Регистрационный номер ЛП-003437 / ООО Фармактив. — Министерство здравоохранения Российской Федерации, 2016. — 2 февраля. — 33 с.
- Реестровая запись ФС-000608. Пегилированный интерферон альфа-2b. Государственный реестр лекарственных средств. Минздрав РФ (11 июня 2013).
- Регистрационное удостоверение ЛП-003437. Пегинферон. Государственный реестр лекарственных средств. Минздрав РФ (2 февраля 2016).